# Stygnidae
Famille
Les Stygnidae sont une famille d'opilions laniatores. On connaît plus de 110 espèces dans 31 genres.

## Distribution
Les espèces de cette famille se rencontrent en Amérique du Sud et aux Antilles.

## Liste des genres
Selon World Catalogue of Opiliones (04/10/2021) :
- Heterostygninae Roewer, 1913
  - Eutimesius Roewer, 1913
  - Imeri Pinto-da-Rocha & Tourinho, 2012
  - Innoxius Pinto-da-Rocha, 1997
  - Minax Pinto-da-Rocha, 1997
  - Stenostygnellus Roewer, 1913
  - Stygnidius Simon, 1879
  - Stygnoplus Simon, 1879
  - Timesius Simon, 1879
  - Yapacana Pinto-da-Rocha, 1997
- Stygninae Simon, 1879
  - Actinostygnoides Goodnight & Goodnight, 1942
  - Auranus Mello-Leitão, 1941
  - Iguarassua Roewer, 1943
  - Jabbastygnus Kury & Villarreal, 2015
  - Jime Pinto-da-Rocha & Tourinho, 2012
  - Kaapora Pinto-da-Rocha, 1997
  - Metaphareus Roewer, 1912
  - Niceforoiellus Mello-Leitão, 1941
  - Obidosus Roewer, 1931
  - Ortonia Wood, 1869
  - Paraphareus Goodnight & Goodnight, 1943
  - Phareus Simon, 1879
  - Pickeliana Mello-Leitão, 1932
  - Planophareus Goodnight & Goodnight, 1943
  - Protimesius Roewer, 1913
  - Ricstygnus Kury, 2009
  - Sickesia Soares, 1979
  - Stenophareus Goodnight & Goodnight, 1943
  - Stenostygnoides Roewer, 1913
  - Stygnus Perty, 1833
  - Verrucastygnus Pinto-da-Rocha, 1997
- sous-famille indéterminée
  - Gaibulus Roewer, 1943

## Publication originale
- Simon, 1879 : « Essai d'une classification des Opiliones Mecostethi. Remarques synonymiques et descriptions d'espèces nouvelles. Première partie. » Annales de la Société Entomologique de Belgique, vol. 22, p. 183–241 (texte intégral).